# Eclissi solare del 29 giugno 1946
L'Eclissi solare del 29 giugno 1946 è stato un evento astronomico che ha avuto luogo il suddetto giorno attorno alle ore 03:51 UTC. Tale evento ha avuto luogo nel Nord Europa occidentale, in Nord America settentrionale e parti delle aree circostanti. L'eclissi del 29 giugno 1946 è stata la terza eclissi solare nel 1946 e la 108ª nel XX secolo. La precedente eclissi solare ha avuto luogo il 30 maggio 1946, la seguente il 23 novembre 1946.
Il giorno della luna nuova (novilunio), la differenza tra le distanze apparenti di luna e sole osservate sulla terra è estremamente piccola. In tale momento, se la luna si trova in prossimità del nodo lunare, cioè uno dei due punti in cui la sua orbita interseca l'eclittica, si verifica un'eclissi solare. Quando vi è assenza di ombra e la penombra raggiunge parte dell'estremità settentrionale o meridionale della terra, si verifica un'eclissi solare parziale, che si verifica quindi presso le regioni polari della Terra.

## Percorso e visibilità
Questa eclissi parziale poteva essere vista nell'Europa settentrionale, parte della Scozia, Groenlandia del nord, Canada. Nella maggior parte dei territori europei l'eclissi è avvenuta il 29 giugno, mentre in nord America è avvenuta il 28 del mese. In alcune aree della Groenlandia dove è presente il sole di mezzanotte l'eclissi è durata dalla notte inoltrata sino al primo mattino.

## Eclissi correlate

### Eclissi solari 1942 - 1946
Questa eclissi è un membro di una serie semestrale. Un'eclissi in una serie semestrale di eclissi solari si ripete approssimativamente ogni 177 giorni e 4 ore (un semestre) in nodi alternati dell'orbita della Luna.